# Heinz Perne
Heinz Perne SAC (* 8. November 1930 in Oberhausen im Ruhrgebiet; † 17. Januar 2008 in Olpe) war ein deutscher Priester der Pallottiner, einer Gesellschaft apostolischen Lebens, Religionslehrer, Journalist und Liedautor.
Durch die Evakuierung 1943 fand er in Nentershausen im Westerwald eine neue Heimat. Nach dem Besuch der Volksschule begann er eine Malerlehre. Seit 1946 besuchte er ein Gymnasium; nach dem Abitur 1952 schloss er sich den Limburger Pallottinern an und studierte Philosophie und Theologie. Er arbeitete im Anschluss an die Priesterweihe 1958 einige Jahre als Religionslehrer, dann in der Jugend- und Erwachsenenbildung sowie als Redakteur der Zeitschrift Das Zeichen und Mitherausgeber der Bildtexthefte im Lahn-Verlag in Limburg. Mit seinen religiösen Chansons und Neuen geistlichen Liedern wurde Pater Perne durch seine Konzertreisen und durch Rundfunk und Fernsehen weltweit bekannt.

## Ausgewählte Werke
- Freude erfüllt mich
- Ein Tag mit Gott
- Der Tag des Lebens
- Mutter, das Wunder geschah
- So komm mit mir, Text: Hermann Bergmann / Heinz Perne, Musik: Hartmut Wortmann
- Wunderbar ist dieser neue Tag,  Text: H. Bergmann / Heinz Perne, Musik: H. Wortmann